# Гогин, Михаил Иванович
Михаил Иванович Гогин (19 января 1930, деревня Горяньково — 24 января 2021, село Запрудное) — бригадир совхоза «Запрудновский» Кстовского района Горьковской (ныне Нижегородской) области. Герой Социалистического Труда (1973). Лауреат Государственной премии СССР (1975). 

## Биография
Родился 19 января 1930 года в крестьянской семье в деревне Горяньково Кстовского района Горьковской области. В годы Великой Отечественной войны, в возрасте двенадцати лет (май 1942 года), начал свой трудовой путь в колхозе «Коммунар». С 1946 по 1956 годы трудился трактористом в Слободской машинно-тракторной станции. Прерывался на три года, уходил служить в Советскую Армию.
В 1957 году завершил обучение в Большемурашкинском сельскохозяйственном училище. Был назначен бригадиром тракторной бригады Слободской МТС. В ноябре 1958 года был переведён работать в колхоз «Путь к коммунизму», позже включённый в состав совхоза «Запрудновский». 
Заочно прошёл обучение в Арзамасском техникуме механизации и электрификации сельского хозяйства. С апреля 1964 года стал работать бригадиром по кормопроизводству.
Сельскохозяйственное образование позволило добиться повышения урожая кормовых культур через применение удобрений, техники, новой организации труда. Основное внимание Михаил Гогин уделял качеству заготовляемых кормов, их хранению. В итоге, в 1969 году его бригада получила почётное звание «Коллектив высокой культуры земледелия».
В 1973 году бригада Гогина вырастила высокий урожай кукурузы. Получили 220 центнеров с гектара, подсолнечника было получено 175 центнеров с гектара. Заготовили 11,5 единиц кормов на одну корову в сутки.   
Указом Президиума Верховного Совета СССР от 11 декабря 1973 года за большие успехи, достигнутые во всесоюзном социалистическом соревновании и проявленную трудовую доблесть в выполнении принятых обязательств по увеличению производства и продажи государству зерна и других продуктов земледелия Гогин Михаил Иванович удостоен звания Героя Социалистического Труда с вручением ордена Ленина и золотой медали «Серп и Молот».
В 1975 году за высокие достижения в сельском хозяйстве стал лауреатом государственной премии СССР, которую он передал Городецкому детскому дому. Вёл активную общественную деятельность. Был делегатом XXIV и XXVI съездов КПСС. Избирался депутатом Верховного Совета РСФСР и Горьковского областного совета депутатов. Член бюро Кстовского горкома и Горьковского обкома. 
В 1990 году вышел на пенсию и проживал в селе Запрудное Кстовского района Нижегородской области.
Скончался 24 января 2021 года в Запрудном.

## Награды
- Герой Социалистического Труда — указом Президиума Верховного Совета СССР от 11 декабря 1973 года
- два Ордена Ленина (1971,1973)
- Государственная премия СССР (1975)
- Орден Трудового Красного Знамени (1983)
- Орден «Знак Почёта» (1966)
- Медаль «За доблестный труд в Великой Отечественной войне 1941—1945 гг.» (1995)
- Медаль «За преобразование Нечерноземья РСФСР» (1982)
- Почётный гражданин города Кстово и Кстовского района (2002)[3]